# Ацидалійські пагорби

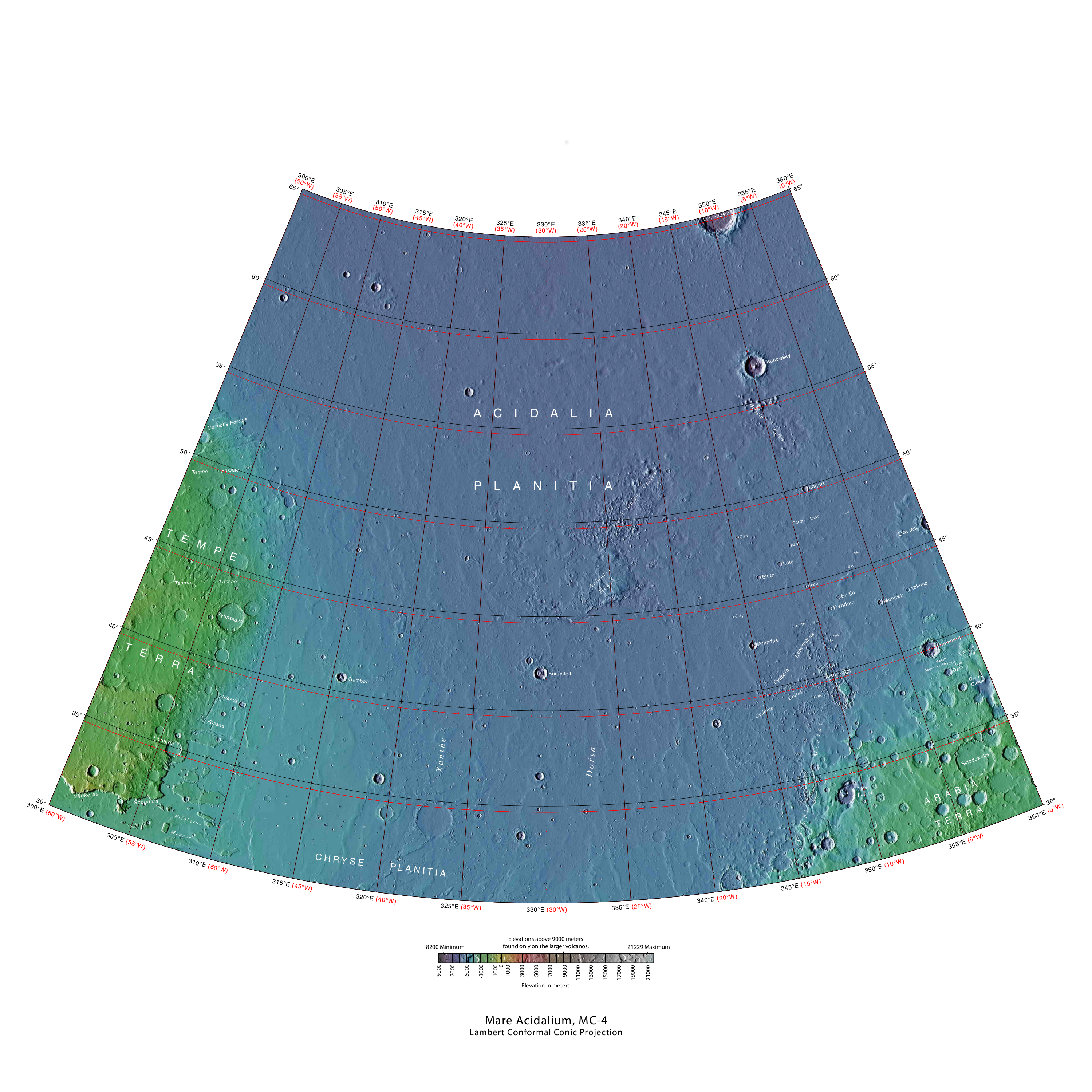
Мапа квадрангла Mare Acidalium. Кратери Ломоносов та Куновскі чітко помітні на карті. Відоме «обличчя на Марсі» розташоване поблизу Cydonia Mensae.

Ацидалійські пагорби (лат. Acidalia Colles) — це група пагорбів у квадранглі Mare Acidalium на планеті Марс, розташована за координатами 50,9° пн. ш., та 23,1° зх. д.. Її довжина становить близько 360 км, а свою назву вона отримала від назви класичної деталі альбедо.

## Яри
Знімки Acidalia Colles, виконані камерою HiRISE та наведені тут, демонструють наявність ярів у північній півкулі Марса. Яри зустрічаються на стрімких схилах, особливо на стінках кратерів. Вони вважаються порівняно молодими утвореннями, оскільки вони містять дуже мало малих метеоритних кратерів, якщо взагалі містять. Більш того, їх зустрічають на верхівках піщаних дюн, які вже самі по собі вважаються досить молодими. Зазвичай кожен такий яр має альков, канал та конус виносу. Хоча досі було висловлено чимало ідей, спрямованих на пояснення природи та механізмів утворення ярів, до найпопулярніших належать поява рідкої води, яка могла б виходити із водоносного горизонту, або ж утвореної внаслідок танення льоду при основі старих льодовиків.
Існують підстави для розглядання обидвох теорій як можливих. Верхівки-алькови більшості ярів розташовуються приблизно на одному й тому ж рівні, як цього можна було б очікувати від водоносного горизонту. Різноманітні вимірювання та підрахунки демонструють, що рідка вода могла існувати у водоносних горизонтах на тих висотах/глибинах, звідки зазвичай починаються яри. За однією із варіацій цієї моделі, підняття гарячої магми у вищі шари могло спричинити танення льоду в ґрунті, тим самим змусивши воду текти у водоносних горизонтах. Водоносні горизонти — це саме такі шари, які дозволяють воді текти. Вони можуть складатися із пористого пісковика. Шар водоносного горизонту зазвичай розміщений на іншому шарі, порода якого не дозволяє воді просочуватись нижче (цей шар є водонепроникним). Оскільки вода в межах водоносного горизонту не має змоги проникати глибше, єдиний напрямок, у якому така «ув'язнена» вода може рухатись — це горизонтальний. Місцями вода може пробиватися на поверхню — там, де водоносний горизонт досягає якогось розлому, наприклад — стінки кратера. В результаті такий потік води міг би розмити стінку та утворити яр. Водоносні горизонти є досить поширеними на Землі. Непоганим наочним прикладом є «Віпінг-Рок» («Weeping Rock» — «скеля, що плаче» у національному парку Зайон, Юта.
З іншого боку, значна частина поверхні Марса покрита товстим та рівним шаром мантії, яка вважається сумішшю льоду та пилу. Ця багата на лід мантія, товщиною в метр або й більше, вирівнює рельєф, однак у деяких місцях має вибоїсту форму, що візуально нагадує поверхню баскетбольного м'яча. За певних умов лід міг би танути та стікати вниз по схилах, тим самим утворюючи яри. І оскільки на цій мантії є досить-таки мало кратерів, це свідчить про те, що вона є порівняно молодою.
Зміни в орбіті Марса та нахилі його осі здатні здійснити значний вплив на розповсюдження водяного льоду із полюсів у нижчі широти, еквівалентні розташуванню штату Техас на Землі. Протягом певних кліматичних періодів водні випари виходять із льодового шару на полюсах, проникаючи в атмосферу. Вода повертається в ґрунт на нижчих широтах як морозний осад чи сніг, щедро змішаний із пилюкою. Атмосфера Марса містить чимало дрібнозернистих часток пилу. Водяна пара конденсується навколо цих частинок, після чого вони опадають, зважаючи на збільшення їх маси. В періоди, коли осьовий нахил Марса є найбільшим, з полярних шапок може бути усунено навіть до 2 см льоду, який потім переміщається у помірні широти. Таке транспортування води може тривати навіть кілька тисяч років, в результаті чого може утворитися сніговий шар товщиною до 10 метрів. Коли лід із верхівки мантієподібного шару знову повертається в атмосферу, він залишає по собі шар пилюки, який ізолює решту льоду.